# 楊文乾
楊文乾（1682年—1728年），字元統，號霖宰，漢軍正白旗人。湖广总督楊宗仁 (清朝)子。以監生效力永定河工。康熙五十三年（1714年），授山東曹州知州，遷東昌府知府。舉卓異，遷陝西榆林道。雍正元年（1723年），加按察使銜，雍正三年（1725年），擢河南布政使。同年，遷廣東巡撫。雍正六年，卒，賜祭葬。

## 家庭
- 父清端公楊宗仁 (清朝)，湖廣總督。
- 胞兄楊應瑤，淮安府知府。妻高氏，其父镶黄旗汉军高其倫，祖父扬州太守、安徽与广东巡抚高承爵。
- 妻吳氏（父正黄旗汉军、江蘇巡撫吳存禮）。
- 子楊應琚，历任两广、闽浙、陕甘、云贵总督。
- 孙楊重英，江蘇按察使。乾隆中赴云贵征缅军前探视父疾，乾隆三十二年（1767）遣往缅方通使议和，被执留，在缅独居佛寺二十余年，不改中国衣冠服饰，乾隆五十三年归还，时有汉代苏武之比拟。
- 曾孙女楊瓊華 (字瑞芝)，勅封孺人，著有《綠窗吟草》诗集。夫内务府正白旗汉军、乾隆戊子科舉人姚明新，著有《春嚴吟草》；其父西陵总管内务府大臣姚永泰；胞姊姚氏，嫁鑲黃旗滿洲、浙江處州鎮總兵高益（其父江南壽春鎮總兵高钰 (清朝)，胞叔文淵閣大學士文定公高斌，堂兄文华殿大学士高晋）。